# 3508-as mellékút (Magyarország)
A 3508-as számú mellékút egy valamivel több, mint 14,5 kilométeres hosszúságú, négy számjegyű mellékút Hajdú-Bihar vármegye nyugati részén; Hajdúnánást köti össze a 35-ös főút görbeházai szakaszával.

## Nyomvonala
Görbeháza központjában ágazik ki a 35-ös főútból, annak a 38+650-es kilométerszelvénye közelében, kelet felé; majdnem ugyanott ágazik ki a főútból délnyugatnak a Bagota nevű különálló településrészre vezető 33 121-es számú mellékút. Csegei utca néven húzódik a belterület nyugati széléig, amit nagyjából 700 méter után hagy maga mögött. 1,9 kilométer megtételét követően keresztez egy kisebb vízfolyást, s onnantól kezdve Hajdúnánás határai között halad tovább.
5,8 kilométer után – felüljárón, csomópont nélkül – átszeli az M3-as autópálya nyomvonalát, amely ott kevéssel a 192. kilométere után jár. Hamarosan egy kicsit északabbi irányt vesz, de még a 12. kilométere előtt visszatér a keleti irányhoz, így szeli át a Keleti-főcsatorna folyását is, a 12+750-es kilométerszelvénye táján, a Debrecen–Tiszalök-vasútvonalat is, a 14. kilométerénél, nyílt vonali szakaszon, illetve a város belterületére is így lép be, Görbeházi út néven. Utolsó szakasza a Rákóczi utca nevet viseli, így is ér véget, beletorkollva a történelmi városmagot átölelő körgyűrűbe, a 35 141-es számú mellékútba, annak majdnem pontosan a második kilométerénél. 
Teljes hossza, az országos közutak térképes nyilvántartását szolgáló kira.kozut.hu adatbázisa szerint 14,545 kilométer.

## Települések az út mentén
- Görbeháza
- Hajdúnánás